# Hollister (Missouri)
Hollister – miasto w Stanach Zjednoczonych, w stanie Missouri, w hrabstwie Taney.